# Gerhard Stötzel
Gerhard Stötzel (né le 4 décembre 1835 à Grissenbach près de Siegen et mort le 1er juin 1905 à Berlin-Charlottenbourg) est un homme politique allemand du Zentrum et le tout premier représentant des travailleurs au sein du Zentrum dans le Reichstag.

## Biographie
Stötzel est tourneur et travaille à l'usine Krupp à Essen. Il devient ensuite rédacteur en chef du journal social chrétien Rheinisch-Westfälischer Volksfreund. En tant que candidat du Zentrum et membre de l'Association des travailleurs sociaux chrétiens de la Ruhr (à ne pas confondre avec le Parti des travailleurs sociaux chrétiens d'Adolf Stoecker ), il remporte l'élection au Reichstag de 1877 avec le soutien des sociaux-démocrates  contre l'autre candidat du Zentrum Christoph Ernst Friedrich von Forcade de Biaix (de) dans la 5e circonscription de Düsseldorf (Essen). Stötzel rejoint le groupe du Zentrum au Reichstag. Lors des élections du Reichstag de 1878, il remporte les élections à Essen par 600 voix d'avance sur son ancien employeur Friedrich Alfred Krupp. Stötzel se maintient dans la circonscription jusqu'à sa mort en 1905 et est resté le seul travailleur du groupe Zentrum du Reichstag pendant des décennies. Son successeur pour la circonscription d'Essen est Johannes Giesberts. De 1886 jusqu'à sa mort, il est également membre de la Chambre des représentants de Prusse. En outre, Stötzel est membre du conseil d'administration de la Association populaire pour l'Allemagne catholique (de).
Le 1er juin 1905, Stötzel décède d'une pneumonie dans son appartement à Berlin. Lors de ses funérailles, le 5 juin 1905, des délégations de près d'une centaine d'associations sont présentes avec leurs drapeaux d'association ainsi que de nombreux représentants de la ville d'Essen et du groupe Zentrum du Reichstag et de la Chambre des représentants de Prusse.
Une rue d'Essen est nommée en son honneur.